# Pilea martinii
Pilea martinii là loài thực vật có hoa trong họ Tầm ma. Loài này được (H. Lév.) Hand.-Mazz. miêu tả khoa học đầu tiên năm 1929.